# USS LST-265
O USS LST-265 foi um navio de guerra norte-americano da classe LST que operou durante a Segunda Guerra Mundial.